# St. Marien (Gündersbach)

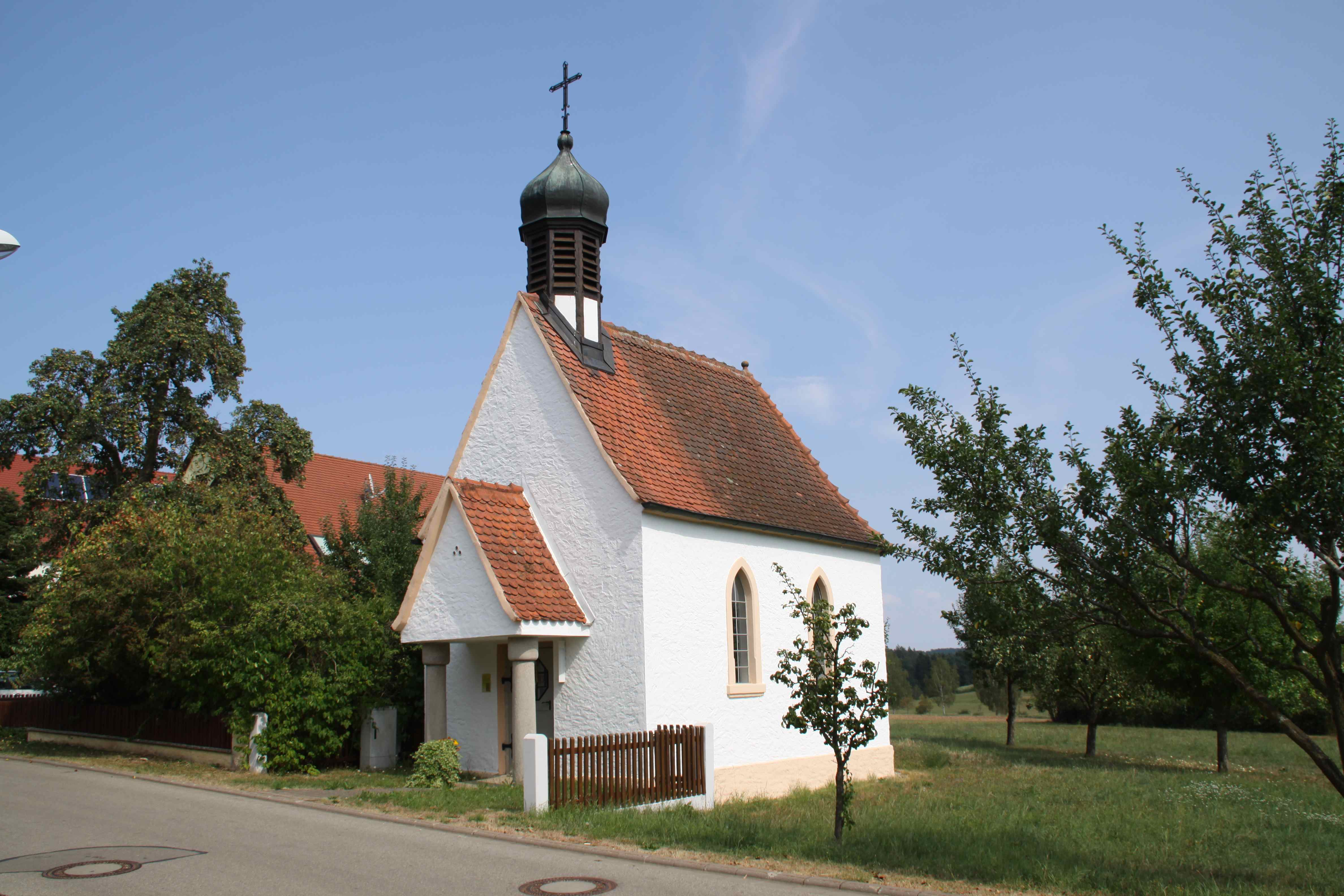
Die Kapelle

Die Dorfkapelle St. Marien ist eine römisch-katholische Kapelle in Gündersbach, einem Gemeindeteil des Marktes Pleinfeld im mittelfränkischen Landkreis Weißenburg-Gunzenhausen. Das Bauwerk ist unter der Denkmalnummer D-5-77-161-65 als Baudenkmal in die Bayerische Denkmalliste eingetragen. Die Kapelle ist nicht mit der Dorfkapelle St. Marien im Pleinfelder Gemeindeteil Mannholz und der Dorfkapelle St. Marien im Pleinfelder Gemeindeteil Kleinweingarten zu verwechseln.
Die der Maria geweihte Kapelle steht in der Mitte des Weilers nahe dem Anwesen Hausnummer 4 auf einer Höhe von 418 m ü. NHN. Die Kapelle ist ein Satteldachbau mit Eingangsvorbau und Jugendstil-Tür und einem Dachreiter mit kleiner Zwiebelhaube und wurde 1912 durch die Gündersbacher Dorfgemeinschaft errichtet.
Der Altar aus dem frühen 18. Jahrhundert und mehrere Engelsstatuetten stammen aus der Dorfkirche von Pfraunfeld. Eine Schutzmantelmadonna wurde 1948 geschnitzt und löste eine Immaculata-Figur als Leihgabe der Deutschordenskirche St. Vitus in Sankt Veit ab. Ein Ölbild des hl. Wendelin von 1798 wurde 1920 restauriert und der Kapelle gestiftet. Ein Ewiges Licht wurde 1920 erworben und 1946 neu versilbert.